# マン湖

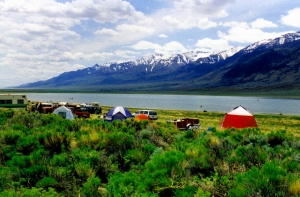
高腐食性のマン湖

マン湖（マンこ、Mann Lake）は、アメリカ合衆国オレゴン州ハーニー郡にある湖。スティーンズ山東部に連なる更新世の海外線変動によって内陸に取り残された湖の一つで、アルボードバレー北部のプラヤの中では最大の面積を有する。
マン湖へはスティーンズ山から小規模の河川流入があるが、流出河川は無く蒸発によって水分を失う。近隣の遊牧地からくる動物性廃棄物の流入もあり、マン湖は高腐食性かつ冨栄養状態である。
マン湖はノドキリマスの産地でもあるが、近年はキンギョの大量流入、繁殖により、稚魚や小動物の生態系に悪影響が及んだ。このため、2010年におよそ200,000匹のキンギョやファットヘッドミノーの駆除が行われている。